# Agua Fria National Monument
Pour les articles homonymes, voir Agua.
Ne doit pas être confondu avec Agua Fria (Nouveau-Mexique).
Le monument national Agua Fria (en anglais, Agua Fria National Monument) est un monument national américain situé à proximité de la ville de Phoenix dans l'État de l'Arizona. D'une superficie de 288 km2, le site est désigné monument national le 11 janvier 2000 par le président Bill Clinton et géré par le Bureau of Land Management. Ce passage au niveau de monument national offre une protection accrue du site qui abrite plus de 450 vestiges Amérindiens. On y retrouve ainsi quelques édifices pueblos contenant plus de 100 pièces chacun. En plus de protéger les vestiges archéologiques, le statut permet une meilleure protection de la faune et de la flore locale.

## Vestiges et pétroglyphes
Des pétroglyphes sont dispersés dans les ruines dont la période de construction se situe entre les XIIIe et XVe siècles. Des terrasses et des systèmes d'irrigation permettant l'agriculture y ont été également découverts ce qui prouve que les peuplades usaient de l'agriculture à l'époque. Les archéologues y ont également découverts des vestiges datant du XIXe siècle relatifs au passé minier de la région ainsi que des traces de camps de la diaspora basque.

## Écosystème
Situé à une altitude comprise entre 655 et 1 400 mètres, la région abrite un écosystème désertique ou semi-désertique. Des reptiles et des amphibiens comme la grenouille léopard, le thamnophis, et la tortue du désert peuvent y être aperçus. Les mammifères présents sont le pronghorn, le cerf hémione, le cerf de Virginie et le tayassuidae. Plus rares sont les wapitis, les ours noirs et les pumas. Quatre espèces endémiques de poissons se trouvent dans la rivière Agua Fria et ses affluents.

## Galerie

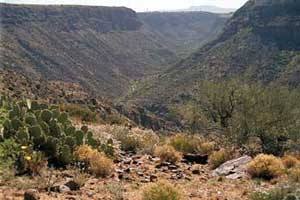
Canyon.
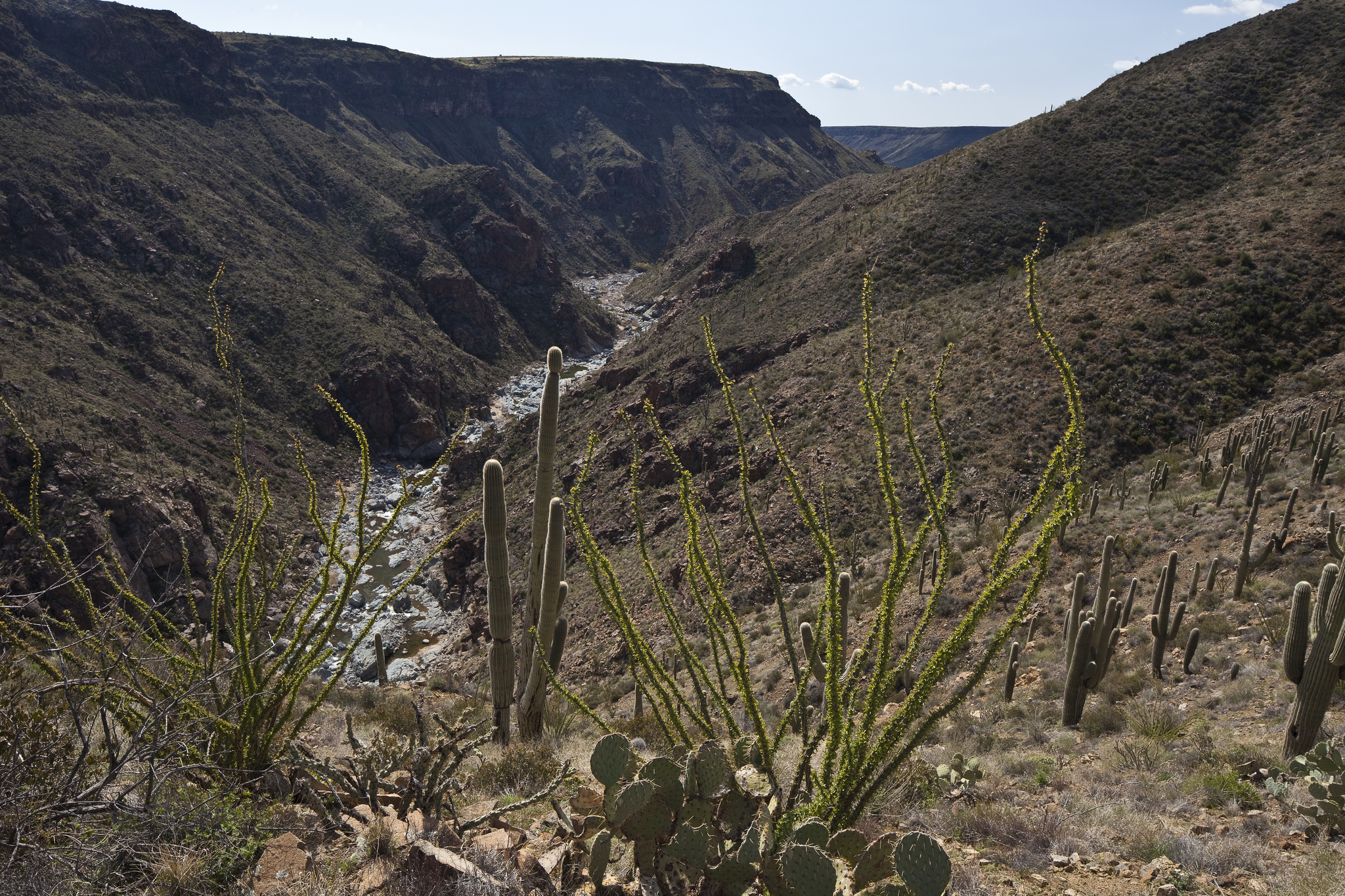
Rivière
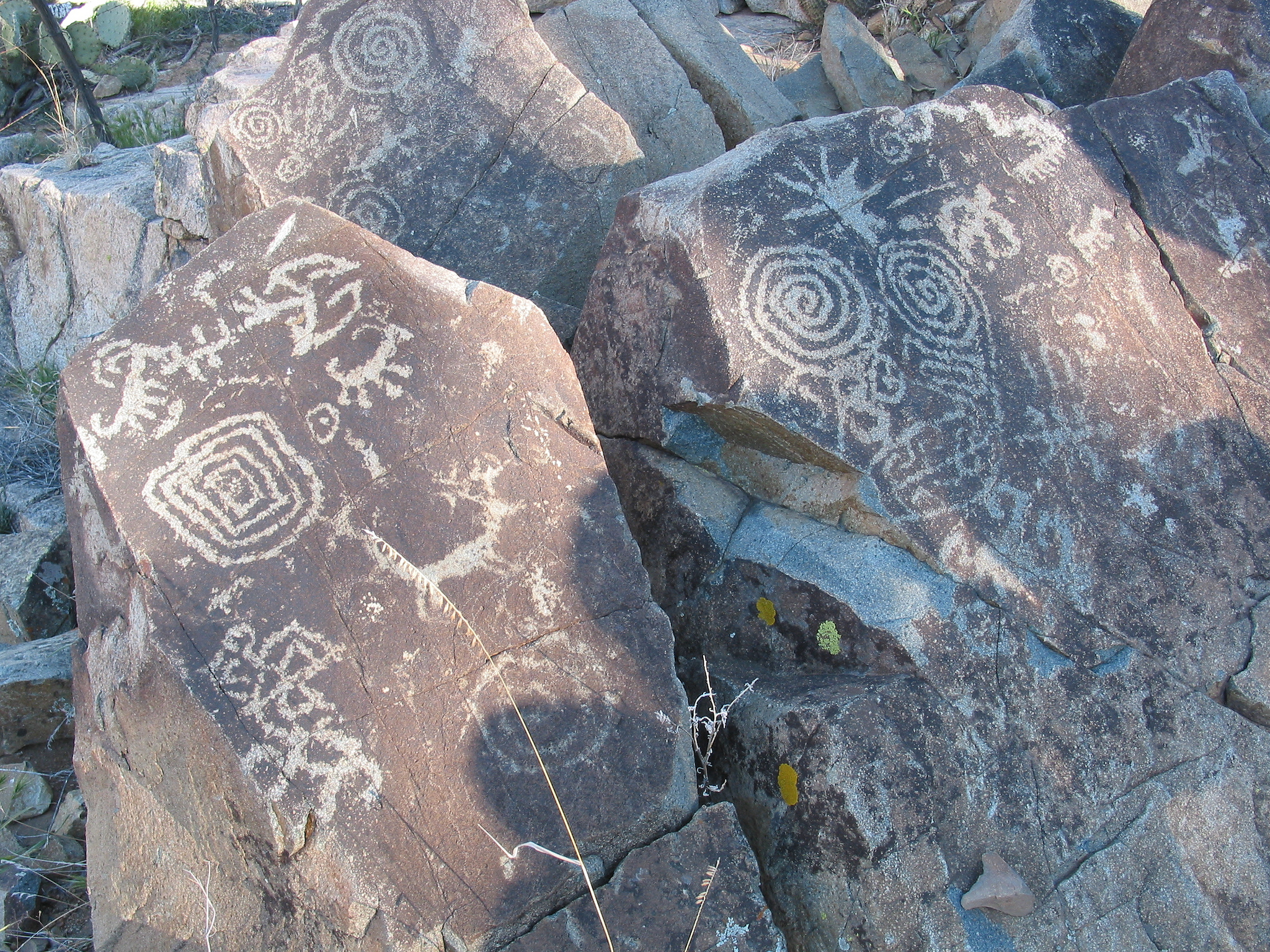
Pétroglyphes
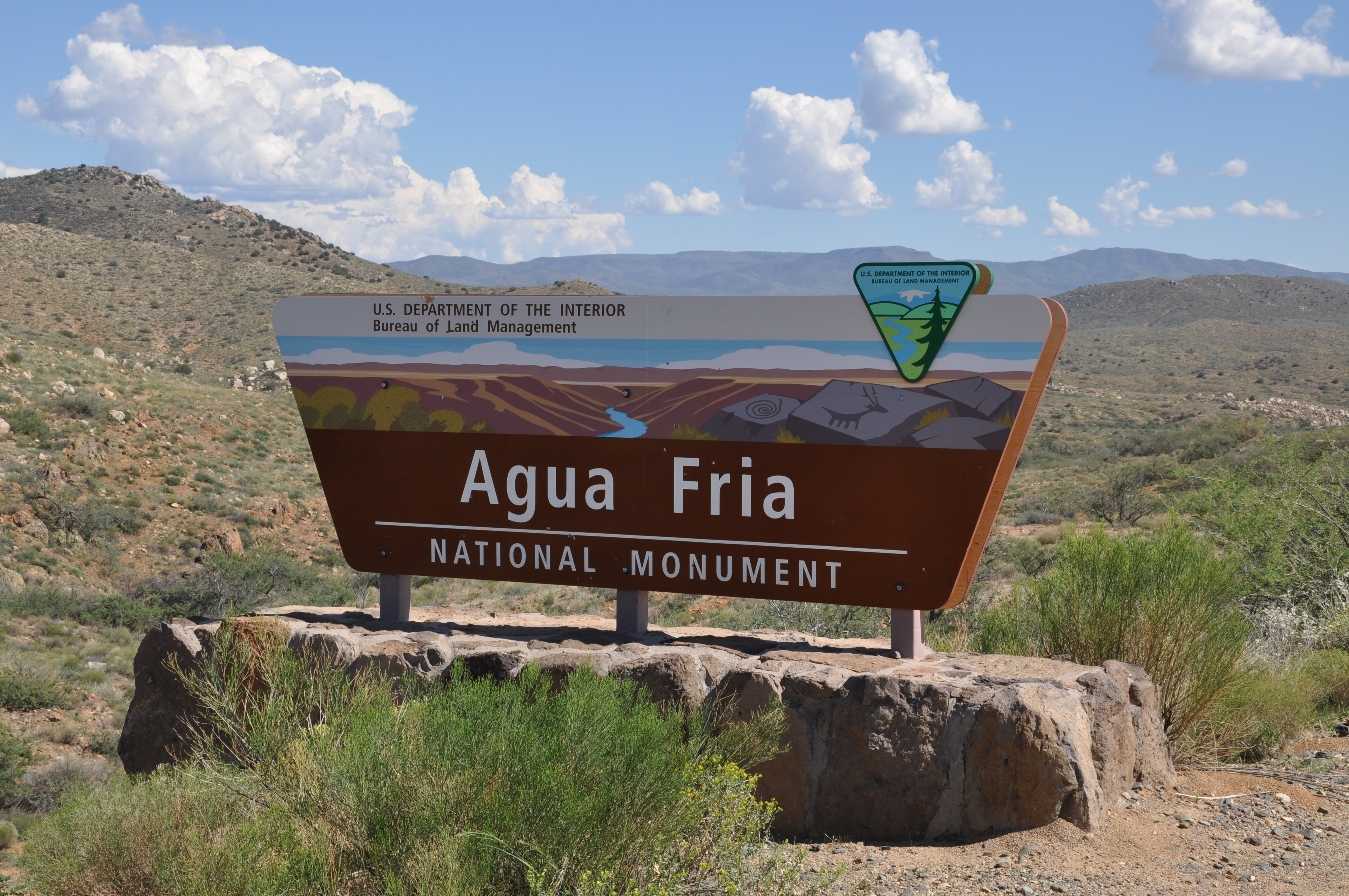
Panneau du parc
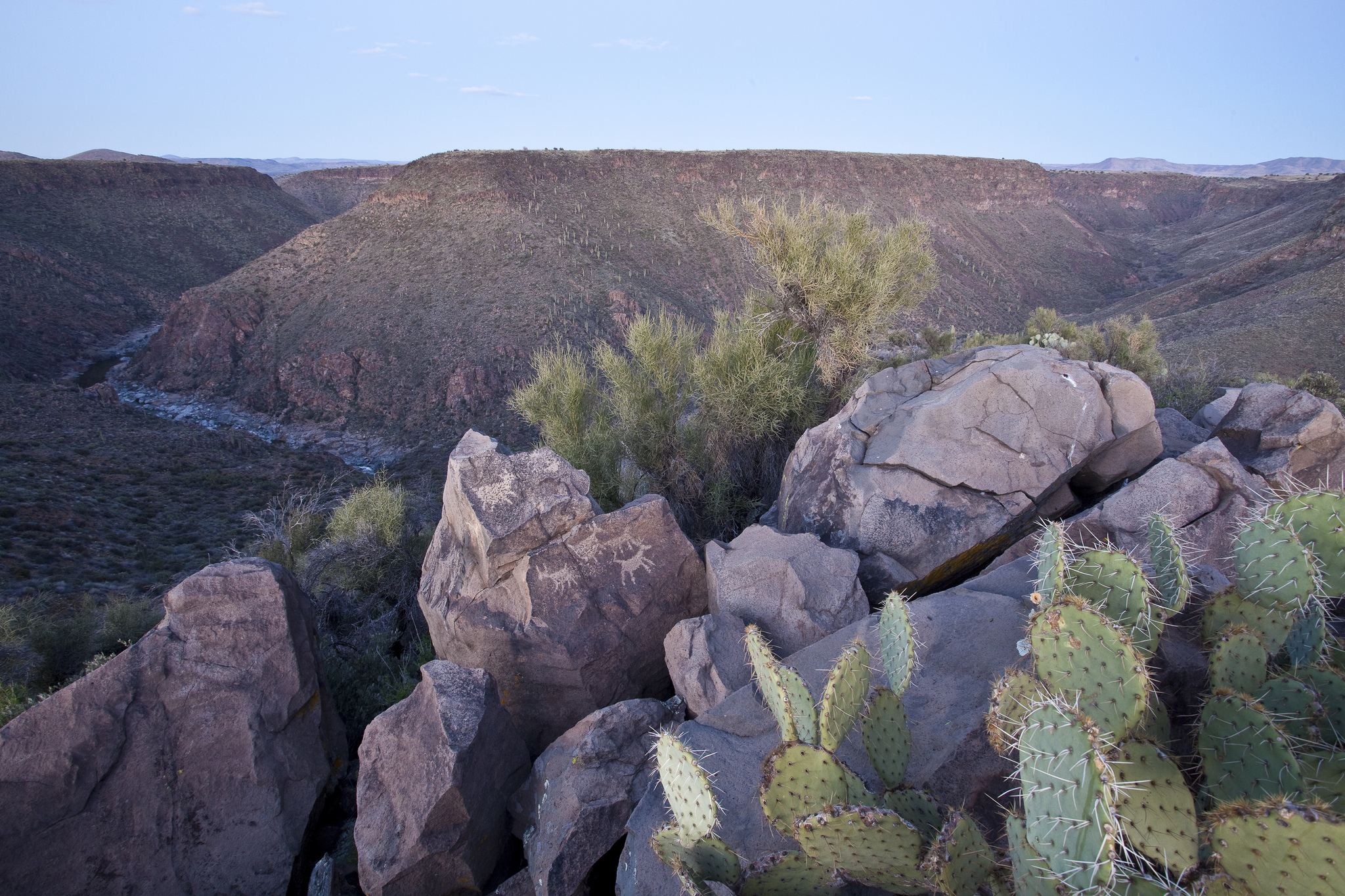
Panorama